# Microsynodontis batesii
Microsynodontis batesii és una espècie de peix de la família dels mochòkids i de l'ordre dels siluriformes.

## Morfologia
Els mascles poden assolir els 10 cm de llargària total.

## Distribució geogràfica
Es troba a Àfrica: riu Ogowe (conca del riu Congo) al Gabon i Camerun.